# Giovanni Pietro Cubeddu
Giovanni Pietro Cubeddu (Pattada, 1748 - Oristany 1828) és un escriptor sard en logudorès. Estudià de petit a Sàsser, i amb 16 anys va compondre els seus primers poemes. Abraçà l'orde religiós dels escolapis i es dedicà durant un temps a l'ensenyament, però al cap d'un temps penjà els hàbits i tornà al seu poble, per tal de viure al camp i cantar els seus poemes a pagesos i pastors. Quan es va fer vell retornà a l'Orde i es dedicà a predicar, ensenyar i fer obres de caritat. És considerat un dels més grans poetes sards del segle xviii, i la major part de la seva obra fou publicada després de la seva mort.

## Obres
- Su cuccu e sa rondine. Su leone e s'ainu. Protesta de amore. Sa femina onesta
- Sa congiura iscoberta de sos troianos madamizantes: dramma sardu
- Sa famosa Giuditta: Su rusignolu: ottava rima sarrada
- Apollo. Sa dama incantadora: poesias sardas
- Lodes de sa bellesa. Sa femmina onesta
- Sos piagheres mundanos: cantigu in limba sarda logudoresa
- Sa potenzia de Deus, o siat Veridade e grandesa de sa religione cristiana: cantigu cumpostu in limba sarda logudoresa
- Sa rosa. Sas tres rosas. S'amante e sas deas de su parnasu
- a nobilissima dama incantadora. Esagerazione amorosa. Apollo cun sas musas d'Elicona